# 兵庫県道527号畑宮田線
兵庫県道527号畑宮田線（ひょうごけんどう527ごう はたみやたせん）は、兵庫県養父市から朝来市に至る一般県道である。

## 概要
養父市畑から朝来市和田山町法道寺に至る。

### 路線データ
- 起点：養父市畑（兵庫県道136号浅野山東線交点）
- 終点：朝来市和田山町法道寺（法道寺交差点、国道9号交点）
- 総延長：5.130 km

## 地理

### 通過する自治体
- 養父市
- 朝来市

### 交差する道路
| 交差する道路            | 市町村名 | 交差する場所   | 交差する場所        |
| ----------------------- | -------- | -------------- | ------------------- |
| 兵庫県道136号浅野山東線 | 養父市   | 畑             | 起点                |
| 国道9号 国道312号 重複  | 朝来市   | 和田山町法道寺 | 法道寺交差点 / 終点 |

### 沿線
- 朝来市立大蔵小学校（終点付近）